# Pseudocheilinus evanidus
Pseudocheilinus evanidus är en fiskart som beskrevs av Jordan och Evermann, 1903. Pseudocheilinus evanidus ingår i släktet Pseudocheilinus och familjen läppfiskar. IUCN kategoriserar arten globalt som livskraftig. Inga underarter finns listade i Catalogue of Life.